# 杉林晟人
杉林 晟人（すぎばやし あきと、1月5日 - ）は、日本の男性声優。神奈川県出身。アライズプロジェクト所属。

## 略歴
声優に興味を持った作品には『ファイナルファンタジーX』、目指した作品には『ファイナルファンタジーXV』をそれぞれ挙げている。
日本ナレーション演技研究所出身。2018年10月1日、同養成所の関連会社であるアライズプロジェクトへの所属が発表された。

## 人物
趣味にはランニング、特技には口笛をそれぞれ挙げている。

## 出演
太字はメインキャラクター。

### テレビアニメ
2022年
- Extreme Hearts（観客）
- ブルーロック（2022年 - 2023年、松風黒王高校7番、チームX7番、チームY5番、チームW4番、狐坂高校サッカー部員B 他）

2023年
- ツンデレ悪役令嬢リーゼロッテと実況の遠藤くんと解説の小林さん（生徒E）
- 七つの大罪 黙示録の四騎士（2023年 - 2024年、村人）
- 遊☆戯☆王ゴーラッシュ!!（2023年 - 2024年）

2024年
- 真の仲間じゃないと勇者のパーティーを追い出されたので、辺境でスローライフすることにしました2nd（村人②）
- 喧嘩独学（撮影者、ハマケンの子分）
- 転生貴族、鑑定スキルで成り上がる（ガトス・キーシャ、カナレ兵、バルドセン砦兵士、ロルト軍兵士、衛兵） - 2シリーズ
- SHY 東京奪還編
- BEYBLADE X（記者）

2025年
- 異修羅（商人）
- GUILTY GEAR STRIVE: DUAL RULERS（警護）
- ゴリラの神から加護された令嬢は王立騎士団で可愛がられる（反王制派）

### ゲーム
- サウザンドメモリーズ（2019年、トリストラム[21]）
- ルチアーノ同盟（2019年、ウー[22]）
- テクノロイド ユニゾンハート（2022年、ラナ[23]）

### ドラマCD
- 恋色始標 Sweet Days FILM.5（2019年）[24]

### オーディオブック
- 余命10年（2018年）[25]

### シリーズ一覧
1. ↑  第1期（2024年）、第2期（2024年）